# Dostyq
Dostyq (kazakiska: Достық: Vänskap), hette fram till 2007 Druzjba (ryska: Дружба: Vänskap) är en ort i Kazakstan. Den ligger distriktet Alaköl Aūdany i oblystet Almaty, i den östra delen av landet, 1 000 km sydost om huvudstaden Astana. Druzjba ligger 412 meter över havet och antalet invånare är 2 930.
Terrängen runt Dostyq är kuperad söderut, men norrut är den platt. Runt Dostyq är det mycket glesbefolkat, med 5 invånare per kvadratkilometer. Trakten runt Druzjba består i huvudsak av gräsmarker.